# Epitonium bellicosum
Epitonium bellicosum é uma espécie de molusco gastrópode marinho da família Epitoniidae, na ordem Caenogastropoda. Foi classificada por Charles Hedley, em 1907; sendo distribuída pelo sudeste da Austrália (estreito de Bass, Vitória e Nova Gales do Sul), com seu holótipo coletado a leste de Sydney.

## Descrição da concha e hábitos
Possui uma concha turriforme, de coloração branca, com voltas de contornos arredondados e abertura circular e sem canal sifonal, com relevo dotado de costelas lamelares em sua espiral, em número de 14 a 20 costelas por volta; atingindo até os 1.5 centímetros de comprimento. Habita profundidades entre 100 e 1.500 metros.

## Holótipo
O holótipo desta espécie possui uma concha ligeiramente mais larga do que a maioria dos espécimes disponíveis. A figura do holótipo, por Hedley, é ainda mais exagerada em largura, e é provavelmente essa distorção que levou Iredale, em 1936, a descrever as conchas delgadas como uma nova espécieː Mazescala thrasys.